# Telenomus pamphilae
Telenomus pamphilae är en stekelart som beskrevs av William Harris Ashmead 1899. Telenomus pamphilae ingår i släktet Telenomus och familjen Scelionidae. Inga underarter finns listade i Catalogue of Life.